# Шмидт-Бёльке, Вернер
Вернер Шмидт-Бёльке (нем. Werner Schmidt-Boelcke; 28 июля 1903, Варнемюнде — 5 ноября 1985, Мюнхен) — немецкий дирижёр и композитор, кинокомпозитор.
Начинал учиться музыке у своих родителей, затем в 1920—1923 гг. занимался в берлинской Консерватории Штерна как пианист.
С 1923 г. и до конца Второй мировой войны руководил оркестрами в различных берлинских кинозалах, сопровождая музыкой, в том числе собственной, немые фильмы. 
В 1929 г. Шмидт-Бёльке стал автором музыки к первому немецкому звуковому фильму. Дирижировал он и опереттами.
С 1947 года Шмидт-Бёльке работал в Мюнхене с различными оркестрами лёгкой музыки, а в 1952 г. возглавил созданный для исполнения музыки этого рода Симфонический оркестр Мюнхенского радио и руководил им до выхода на пенсию в 1967 г.